# Episodi di Oishi High School Battle (terza stagione)
La terza ed ultima stagione della webserie Oishi High School Battle è stata resa disponibile su YouTube dal 20 giugno al 22 agosto 2014.
| n° | Titolo                             | YouTube        |
| -- | ---------------------------------- | -------------- |
| 1  | Welcome Back                       | 20 giugno 2014 |
| 2  | The Homeschooled Kid               | 27 giugno 2014 |
| 3  | A Friend Indeed                    | 4 luglio 2014  |
| 4  | The Love Machine                   | 11 luglio 2014 |
| 5  | New Class President of Doom        | 18 luglio 2014 |
| 6  | Space Valentine's Day              | 25 luglio 2014 |
| 7  | The Erotic Adventures of Mucusance | 1 agosto 2014  |
| 8  | The Crappiest Planet (Part 1)      | 8 agosto 2014  |
| 9  | The Crappiest Planet (Part 2)      | 15 agosto 2014 |
| 10 | The Crappiest Planet (Part 3)      | 22 agosto 2014 |